# Popcorn (programma televisivo)
Popcorn è stata una trasmissione musicale televisiva andata in onda dal 1980 al 1984 su Canale 5 per 4 edizioni.

## Il programma
Contenitore musicale nato come alternativa a Discoring, programma musicale della Rai, subì numerose variazioni di messa in onda nel corso delle varie edizioni. Esordì alle dieci del mattino, giovedi 27 marzo 1980, per venire poi spostato, dalla seconda edizione, alle ore 19:00.
Anche i conduttori che si susseguirono furono diversi: Sammy Barbot condusse la prima edizione, sostituito in corso da Augusto Martelli, Ronnie Jones e la dj Loredana Rancati a partire dal luglio dell'80. Dal dicembre 1980 quest'ultima fu sostituita da Tiziana Fiorveluti. In questa edizione partecipò anche Russell Russell, con uno spazio dedicato alla danza.
La seconda edizione del 1982 fu condotta da Mauro Micheloni affiancato da Karina Huff insieme ai ballerini della Crazy Gang.
La terza edizione '83 fu condotta da Stefania Mecchia e Gianni De Berardinis: la produzione del programma fu affidata a Claudio Cecchetto, che invece condusse la quarta edizione ('83-84), affiancato da Susanna Messaggio, Alessandra Raya e Roberta Manfredi in collegamento da New York. 
Al supergruppo di deejay Band of Jocks (che comprendeva un gruppo di dieci tra i più famosi radio dee-jays e animatori della radiofonia italiana: Federico L'Olandese Volante, Betty Miranda, Gianni De Berardinis, Max Pagani, Ronnie Jones, Claudio Sottili, Leopardo (Leonardo Re Cecconi), Tommy (Thomas Damiani), Mauro Micheloni, Enzo Persueder) fu affidata la conduzione delle ultime puntate di quest'edizione: essi incisero anche la sigla Let's All Dance.
Il programma, registrato nello studio 2 del Palazzo dei Cigni di Milano 2, andò in onda fino all'11 novembre 1984, quando venne sostituito dal quiz Help!.
I registi che si sono avvicendati furono Antonio Gerotto, Davide Rampello, Mauro Macario e Lucio Tes

## Edizioni
| Edizione | Messa in onda    | Messa in onda   | Rete     | Conduzione        | Conduzione           | Conduzione           |
| Edizione | Inizio           | Fine            | Rete     | Conduzione        | Conduzione           | Conduzione           |
| -------- | ---------------- | --------------- | -------- | ----------------- | -------------------- | -------------------- |
| 1        | 14 aprile 1980   | 26 giugno 1980  | Canale 5 | Sammy Barbot      | Sammy Barbot         | Sammy Barbot         |
| 2        | 13 ottobre 1980  | 26 giugno 1981  | Canale 5 | Augusto Martelli  | Ronnie Jones         | Ronnie Jones         |
| Estate   | 29 giugno 1981   | 31 luglio 1981  | Canale 5 | Mauro Micheloni   | Loredana Rancati     | Loredana Rancati     |
| 3        | 5 ottobre 1981   | 11 giugno 1982  | Canale 5 | Augusto Martelli  | Ronnie Jones         | Ronnie Jones         |
| Estate   | 14 giugno 1982   | 30 luglio 1982  | Canale 5 | Mauro Micheloni   | Karina Huff          | Karina Huff          |
| 4        | 4 ottobre 1982   | 27 maggio 1983  | Canale 5 | Stefania Mecchia  | Gianni De Berardinis | Gianni De Berardinis |
| 5        | 21 novembre 1983 | 9 novembre 1984 | Canale 5 | Claudio Cecchetto | Susanna Messaggio    | Alessandra Raya      |

## Sigle
- 1980 (gennaio-giugno)

Sigla di testa: Sammy Barbot - California
- 1980-81:

Sigla di testa: Augusto Martelli e la sua orchestra - Popcorn Time.

Sigla di coda: Ronnie Jones - Video Games
- 1981 (edizione estiva)

Prima sigla di testa: Augusto Martelli e la sua orchestra - Popcorn Time.

Prima sigla di coda: Loredana Rancati - Ancora di più
Seconda sigla di testa: Augusto Martelli - Rolling Bones.

Seconda sigla di coda: Rockets - Ideomatic
- 1981-82

Sigla di testa: Augusto Martelli e la sua orchestra - Popcorn Time.

Sigla di coda: cambiava ogni mese a seconda dell'artista in promozione: (Donatella Rettore - Remember; Olivia Newton-John - Carried Away; Toyah Willcox - I want to be free)
- 1982-83

Sigla di testa: J.D. Revolution - Jay Duck's Theme.

Sigla di coda: Ogni settimana veniva votato un videoclip che diventava sigla finale, e successivamente quella iniziale alternata al brano di J.D. Revolution.
- 1984

Sigla di testa: Band of Jocks - Let's All Dance.

Sigla di coda: Ogni settimana veniva utilizzata una sigla diversa (di solito il successo del momento).